# 普賽里莫斯島

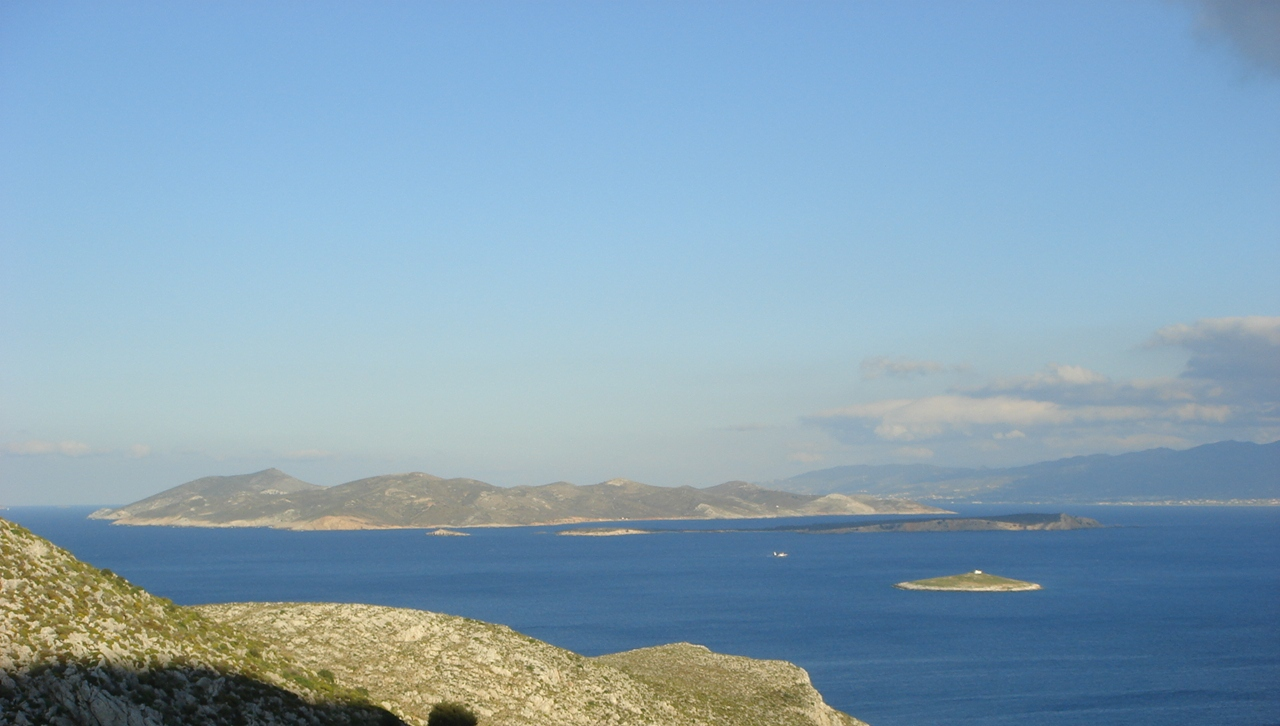

普賽里莫斯島是土耳其的島嶼，位於愛琴海東部，距離十二群島的一部分，長7.35公里、寬2.5公里，面積14.615平方公里，最高點海拔高度268米主要經濟活動有旅遊業，2001年人口130。

## 外部連結
- Official website of Municipality of Kalymnos （页面存档备份，存于） （英文） （希腊文）

36°56′N 27°08′E / 36.933°N 27.133°E